# Huszti Péter
Huszti Péter, eredeti neve Hendel Péter (Budapest, 1944. május 4. –) Magyar Corvin-lánccal és a Nemzet Művésze címmel kitüntetett, Kossuth- és Jászai Mari-díjas magyar színész, színiakadémiai rektor, színigazgató, rendező, a Színház és Filmművészeti Egyetem doktora, professor emeritus, a Magyar Művészeti Akadémia Professzori Felterjesztések Bizottságának tagja, érdemes és kiváló művész, a Halhatatlanok társulatának örökös tagja.

## Életpályája
Szülei Hendel László és Holló Gizella voltak. Édesapja jogászember volt, aki nagyon kedvelte a zenét, és több vidéki színház zenekarának is tagja volt, így Huszti Péter már gyermekkorában magába szívhatta a művészetek, a színház szeretetét. Édesanyja MÁV-tisztviselőként dolgozott és a szülők korai válása után nehéz sorban, szegénységben, nevelte fel őt és a nővérét. Kisgyermekként a Lórántffy Zsuzsanna Általános Iskolába járt, az érettségit 1962-ben tette le a budapesti Rákóczi Ferenc Gimnáziumban.
A Színház- és Filmművészeti Főiskolát 1966-ban végezte el Várkonyi Zoltán osztályában. (Várkonyi még gimnazista korában figyelt fel Husztira egy iskolai rendezvényen, ő tanácsolta később a felvételinél korábbi teljesítményét látva, hogy rendező helyett inkább színész legyen.) Ádám Ottó hívására a Madách Színházhoz szerződött, melynek 2007-ig volt a tagja. Ezen időszak alatt több mint 70 prózai darabot játszott, kedvencei és legnagyobb kihívásai a Shakespeare színdarabok voltak. A színdarabokat külföldi turnékra is elvitték, Salzburg, Szentpétervár, Moszkva, Varsó színházaiban is nagy sikert arattak.
A játék mellett a tanítás is élete részévé vált, 1974-ben lett a Színház- és Filmművészeti Főiskola, majd 1982-től a Színház- és Filmművészeti Egyetem tanára. 1988 és 2010 között a színész főtanszak vezetőjeként dolgozott. 1989–1994 között a Madách Kamara művészeti vezetője volt, de közben a filmszerepek is megtalálták. Több mint 100 tévé- és játékfilm szereplője volt, neves filmje volt például a Várkonyi Zoltán által 1976-ban rendezett nagy sikerű „Fekete gyémántok”. Az Őrjárat az égen című, a Magyar Néphadsereg életét bemutató négyrészes filmsorozat pedig általános ismertséget hozott számára. 1994–2001 között a Színház- és Filmművészeti Egyetem rektora volt. Akkoriban több nemzetközi fesztivál megrendezése is a nevéhez fűződött: 1992-ben Madách: Az ember tragédiája, 1994-ben Molnár Ferenc színháza, 1996-ban, Shakespeare: A művészképzés nemzetközi nyelve és 1998-ban, Híd a közös színjátszáshoz címmel. A fesztiválok, valamint magas szintű vezetői pozíciói révén erős kapcsolatok születtek külföldi egyetemek színész tanszakaival, úgymint, a virginiai, texasi, tennessee-i, minnesotai, valamint európai városok (London, Cardiff, Helsinki, Párizs, Lipcse stb.) drámaképző intézeteivel.
1999-ben DLA fokozatot szerzett, majd a Színház- és Filmművészeti egyetem professor emeritusa lett. 2002-ben Görgey Gábor, az akkori kultuszminiszter kinevezte a Nemzeti Színház igazgatójává, s bár szakmailag rátermett volt, a feladat politikai tartalma miatt nem töltötte ki mandátumát; egy hét után lemondott.
2003 óta a Soproni Petőfi Színház színésze, majd 2007-től művészeti tanácsadója 2012-ig. 2008-tól a Turay Ida Színház társulatának tagja, egyik rendezője.

## Családja
Nős, két gyermek édesapja, első felesége Dőry Virág színésznő volt, fiuk Ádám (1966). Második felesége Piros Ildikó Kossuth-díjas színművésznő, akivel egy közös gyermekük van Gergely (1976).

## Szerepeiből
- Ibsen: Peer Gynt (Peer Gynt)
- Shakespeare: 
  - Hamlet (Hamlet, Polonius)
  - Othello (Jago)
  - Lóvá tett lovagok (Don Armando)
  - Vízkereszt, vagy amit akartok (Böffen Tóbiás)
  - Lear király (Lear király)
  - A makrancos hölgy (Petruchio)
  - Szentivánéji álom (Demetrius)
  - Troilus és Cressida (Hector)
- Hubay Miklós – Vas István – Ránki György: Egy szerelem három éjszakája (Viktor)
- Rostand: Cyrano de Bergerac (Cyrano)
- Csehov: Három nővér (Versinyin)
  - Ványa bácsi (Asztrov)
  - Sirály (Trepljov)
- Szomory: II. Lajos (II. Lajos)
- Sütő: Csillag a máglyán (Szervét Mihály)
- Shaw:
  - Pygmalion (Higgins)
  - Sosem lehet tudni (Valentine, fogorvos, Walter a főpincér)
  - Olyan szép, hogy nem is lehet igaz (Aubrey, a betörő)
- Madách: Az ember tragédiája (Lucifer, az Úr)
- Háy: Isten, császár, paraszt (Zsigmond)
- Topor: A bolond (Aaron Levinsky)
- Szabó Magda: 
  - A csata (IV. Béla)
  - A meráni fiú (IV. Béla)
  - Az érseki palota mennyezete (Sigmund)
  - Édes fiaim (Joe Keller)
- Molnár Ferenc: 
  - A testőr (színész)
  - Az ördög (az ördög)
  - Az üvegcipő (Sipos)
- Clark: Mégis, kinek az élete (Ken Harisson, a beteg)
- Slade: Válás Kaliforniában (Michael)
- Miller:
- Greene–Havergal: Utazások nénikémmel (Henry Pulling)
- Molnár–Kocsák–Miklós: A vörös malom (Magister)
- Scribe: Egy pohár víz (Bolingbroke herceg)
- Joseph Stein–Jerry Bock–Sheldon Harnick: Hegedűs a háztetőn (Tevje)
- Müller Péter–Tolcsvay László–Müller Péter Sziámi: Isten pénze (Ebenézer Scrooge)
- Makszim Gorkij:
  - Éjjeli menedékhely (Vaszka Pepel)
  - Kispolgárok (Tyetyerev)
- Zerkovitz Béla–Szilágyi László: Csókos asszony (Báró Tarpataky)

## Rendezései
| Szerző                                 | Darab                         | Színház                                                      | Bemutató             | Forrás |
| -------------------------------------- | ----------------------------- | ------------------------------------------------------------ | -------------------- | ------ |
| Noël Coward                            | Alkonyi dal                   | Madách Színház                                               | 1983. március 23.    |        |
| Arthur Miller                          | Alku                          | Madách Színház                                               | 2000. március 10.    |        |
| Vajda Katalin                          | Anconai szerelmesek           | Turay Ida Színház                                            | 2013. március 22.    |        |
| Molnár Ferenc                          | A doktor úr                   | Turay Ida Színház                                            | 2011. április 30.    |        |
| Wesker                                 | A királynő katonái            | Madách Színház                                               | 1984. április 27.    |        |
| Békés Pál                              | A női partőrség szeme láttára | Madách Színház                                               | 1987. február 6.     |        |
| Paul von Schönthan-Franz von Schönthan | A szabin nők elrablása        | Madách Színház                                               | 1992. május 8.       |        |
| Paul von Schönthan-Franz von Schönthan | A szabin nők elrablása        | Turay Ida Színház                                            | 2008. május 10.      |        |
| Paul von Schönthan-Franz von Schönthan | A szabin nők elrablása        | Soproni Petőfi Színház                                       | 2008. szeptember 20. |        |
| Williams                               | A vágy villamosa              | Ódry Színpad                                                 | 1992. január 10.     |        |
| Shakespeare                            | A windsori víg nők            | Ódry Színpad                                                 | 1987. október 2.     |        |
| Coward                                 | Forgószínpad                  | Madách Színház                                               | 2002. május 18.      |        |
| Zemlényi Zoltán-Mészöly Gábor          | Hoppárézimi!                  | Madách Színház                                               | 1990. november 9.    |        |
| Jerome Kilty                           | Kedves hazug                  | Szentendrei Nyár 1981. Miniatűr Színház a Nosztalgia Kávéház | 1981. július 29.     |        |
| Kilty                                  | Kedves hazug                  | Madách Színház                                               | 1984. november 2.    |        |
| Görgey Gábor                           | Komámasszony, hol a stukker?  | Turay Ida Színház                                            | 2009. április 11.    |        |
| Dale Wasserman                         | La Mancha lovagja             | Soproni Petőfi Színház                                       | 2010. december 18.   |        |
| Colin Higgins                          | Maude és Harold               | Madách Színház                                               | 1986. április 25.    |        |
| Alan Ayckbourn                         | Mese habbal                   | Madách Színház                                               | 1996. május 24.      |        |
| Karp                                   | Örömszülők                    | Madách Színház                                               | 1997. június 20.     |        |
| Williams                               | Üvegfigurák                   | Madách Színház                                               | 2001. március 10.    |        |
| John Patrick                           | Teaház az augusztusi holdhoz  | Ódry Színpad                                                 | 1983. november 18.   |        |
| John Patrick                           | Teaház az augusztusi holdhoz  | Madách Színház                                               | 1990. december 31.   |        |
| Reginald Rose                          | Tizenkét dühös ember          | Ódry Színpad                                                 | 1980. március 21.    |        |
| Molnár Ferenc                          | Az üvegcipő                   | József Attila Színház                                        | 2017. február 25.    | [ 13 ] |
| Görgey Gábor                           | Komámasszony, hol a stukker?  | József Attila Színház                                        | 2014. december 13.   |        |

## Filmjei

### Játékfilmek
- A kőszívű ember fiai (1964)
- És akkor a pasas… (1966)
- Harlekin szerelmese (1966)
- Apa–Egy hit naplója (1966)
- Változó felhőzet (1966)
- Lássátok feleim! (1967)
- Fiúk a térről (1967)
- Imposztorok (1969)
- Az alvilág professzora (1969)
- Gyula vitéz télen-nyáron (1970)
- A gyilkos a házban van (1970)
- Szerelmi álmok 1-2. (1970)
- Szerelmesfilm (1970) – Bálint Karcsi
- Csárdáskirálynő (1971)
- Fuss, hogy utolérjenek! (1972)
- Harminckét nevem volt (1972)
- Utazás Jakabbal (1972)
- Csínom Palkó (1973)
- Ártatlan gyilkosok (1973)
- Ámokfutás (1974)
- A királylány zsámolya (1976)
- Fekete gyémántok 1-2. (1977)
- Csillag a máglyán (1978)
- Naplemente délben (1980)
- Az élet muzsikája - Kálmán Imre (1984)
- Alibi (1993)

### Tévéfilmek
- Szentivánéji álom (1967)
- Két nap júliusban (1968)
- Bors 1-15. (1968)
- A sofőr visszatér (1968)
- A kormányzó (1968)
- Az ember tragédiája (1969)
- Őrjárat az égen 1-4. (1970)
- A fejedelem (1970)
- Kisasszonyok a magasban (1970)
- Rózsa Sándor 1-6. (1971)
- A gyáva (1971)
- Asszonyok mesélik (1971)
- A tetovált nő (1971)
- Peer Gynt (1971)
- A vasrács (1971)
- Az ördög cimborája (1973)
- Csehov: Sirály (1973)
- Sosem lehet tudni (1974)
- Aranyborjú (1974)
- Ámokfutás (1974)
- Örökzöld fehérben és feketében (1974)
- Utas és holdvilág (1974)
- Krémes (1974)
- Othello (1975)
- Gellérthegyi álmok (1975)
- Forduljon Psmithhez (1975)
- Az áruló (1975)
- A szélhámos (1975)
- A szerző persze őrült (1976)
- Hungária Kávéház (1976)
- Peer Gynt (1977)
- Kézről kézre (1977)
- A két Bolyai (1978)
- Bolondok bálja (1978)
- Bodnárné (1978)
- Dániel (1979-tévésorozat)
- Spanyol Izabella (1979)
- A meráni fiú (1980)
- Lóvátett lovagok (1980)
- A különc (1980)
- A farkas (1980)
- Krétarajz - Szép Ernőről (1980)
- A bolond lány (1980)
- Hamlet (1981)
- Három nővér (1981)
- Pygmalion (1982)
- Csendélet (1983)
- Ványa bácsi (1984)
- Villámfénynél (1986)
- Gaudiopolis – In memoriam Sztehlo Gábor (1989)
- A nagy varázslat (1989)
- Tiszazug (1991)
- Lear király (1992)
- A pesti legionárius (1994)
- Manyika halhatatlansága (1996)
- Pompadour bikiniben (1998)
- A Nagyúr - gróf Bánffy Miklós (2001)
- Kávéház (2001)
- Rejtélyes viszonyok (2002)
- A légópincétől a bányalóig (2002)

## Díjai, elismerései
- SZOT-díj (1972)
- Jászai Mari-díj (1974)
- Kossuth-díj (1978)
- Érdemes művész (1983)
- Erzsébet-díj (1990)
- Örökös tag a Halhatatlanok Társulatában (1999)
- Apáczai Csere János-díj (2002)
- Hevesi Sándor-díj (2003)
- Kiváló művész (2004)
- MTA Pázmány Péter felsőoktatási díj (2006)
- Prima díj (2006)
- Kálmán Imre-emlékplakett (2006)
- Selmeczi Roland-emlékgyűrű (2010)[14]
- Vastaps-díj (2013)[15]
- Tolnay Klári-emlékérem (2014)[16]
- A Magyar Érdemrend középkeresztje (2014)[17]
- A Nemzet Művésze (2014)
- Hegyvidék díszpolgára (2016)[18]
- Madách-díj (2017)[19]
- Magyar Corvin-lánc (2018)
- Bessenyei Ferenc-díj (2019)[20]
- A Magyar Filmakadémia életműdíja (2022)

## Kötetei
- Királyok az alagútban; Szépirodalmi, Bp., 1986
- Emlék-próba; Welcome, Bp., 1995
- …sárból, napsugárból… Szerepek, játszótársak, történetek; Európa, Bp., 2004
- Kik vagytok, hé!; Ulpius-ház, Bp., 2009
- Fontos, hogy az ember haza tudjon menni. Huszti Péter színművész; szerk. Trunkos Ildikó, Hajba Ferenc; Gondolat, Bp., 2012 (Vinnivaló)
- Srác a kakasülőn; Helikon, Bp., 2015
- Férfikor hajnalán; Helikon, Bp., 2017
- Köszönöm, Prospero!; Helikon, Bp., 2020

## Könyvek róla
- Gajdó Tamás: Huszti Péter, MMA Kiadó, Bp. (2023)